# Champ Car World Series
La Champ Car World Series (abreviació de Championship car) és una competició automobilística organitzada per les Open Wheel Racing Series que adopta aquest nom des de l'any 2004 i que antigament era coneguda com a CART (Championship Auto Racing Teams).
La disputen pilots de tot el món en circuits de Nord-amèrica, Europa, Àsia i Oceania i destaca el fet que tots els equips porten els mateixos xàssis, Lola fins a l'any 2006 i Panoz des del 2007, els mateixos motors Cosworth i els mateixos pneumàtics Bridgeston.

## Història
El seu precedent, la CART, es va establir el novembre de 1978 promoguda per alguns propietaris de diverses escuderies entre els quals destacaven Roger Penske, Pat Patrick i Dan Gurney.
Des de mitjans dels anys 90 els pilots europeus i sud-americans han dominat el campionat, destacant els tres campionats consecutius del francès Sébastien Bourdais el 2004, 2005 i 2006. El pilot català Oriol Servià hi participà des de l'any 2000.
L'any 2007 es tornaren a disputar curses a Europa, a Bèlgica i al Països Baixos.

## Característiques

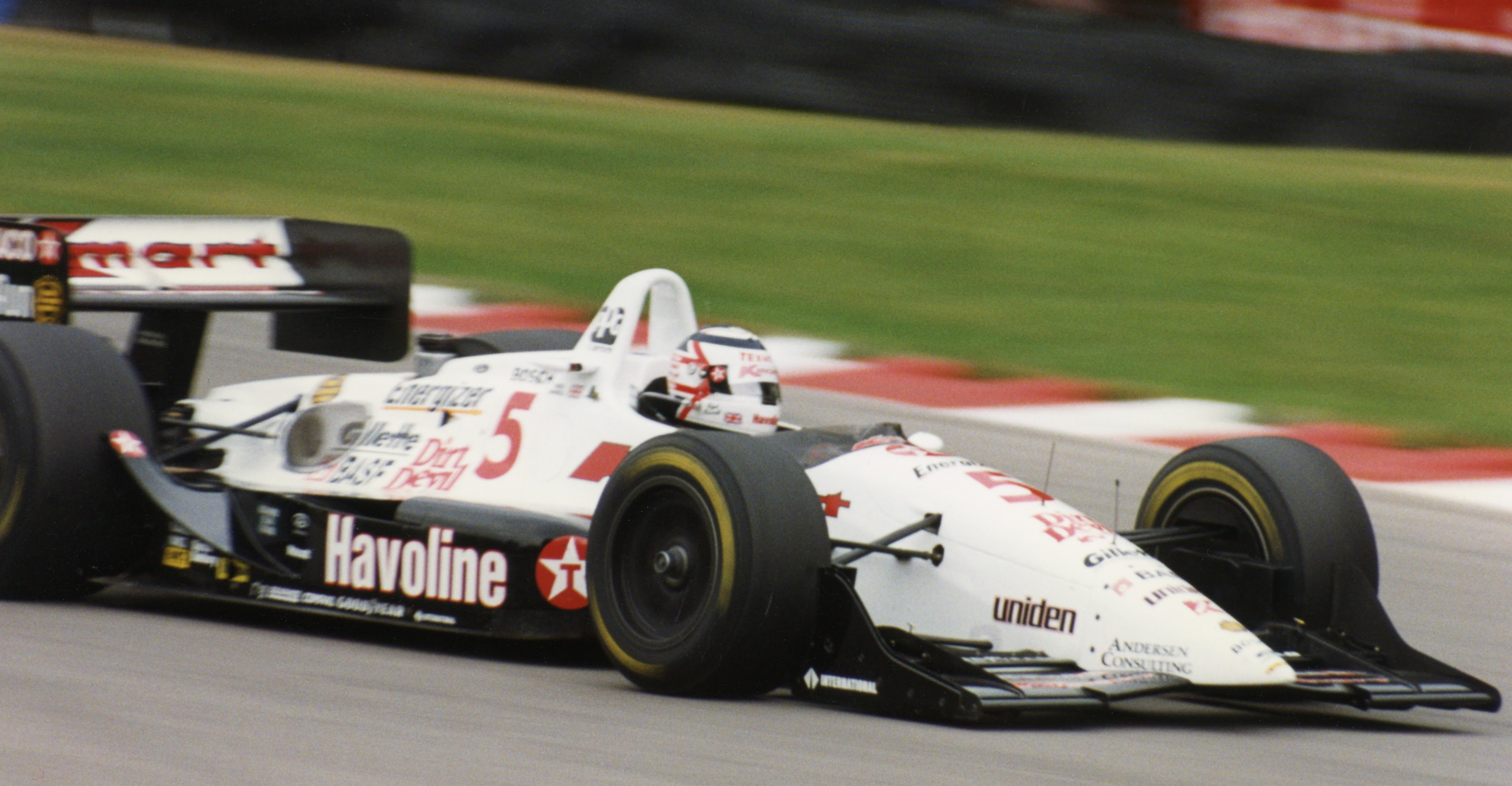
Nigel Mansell competint a la Champ Car l'any 1993

En comparació amb la Fórmula 1 els circuits són més curts i actualment predominen els circuits urbans tot i que tradicionalment s'havien disputat majoritàriament en circuits ovals. Els cotxes pesen un 30% més, però tenen motors amb turbocompressor que rendeixen uns 750 cavalls. A aquesta potència s'hi han de sumar 50 o 75 cavalls més, segons el circuit, que proporciona el botó "Push to Pass" per a facilitar els avançaments. Cada pilot el pot fer servir durant 30 segons en el transcurs de la cursa repartits en les fraccions que consideri oportunes. En comptes de benzina fan servir com a combustible el metanol i poden fer servir pneumàtics llisos i un joc dels anomenats Reds que proporcionen una adherència suplementària. L'aerodinàmica els permet l'efecte terra.
La reglamentació de les curses és molt semblant a la de la Fórmula 1 i la puntuació dels pilots inclou punts per ser el millor a les qualificacions, la volta ràpida en cursa, i el que més posicions remunta.

## Especificacions tècniques dels cotxes
- Motor: 2.65 L en V8

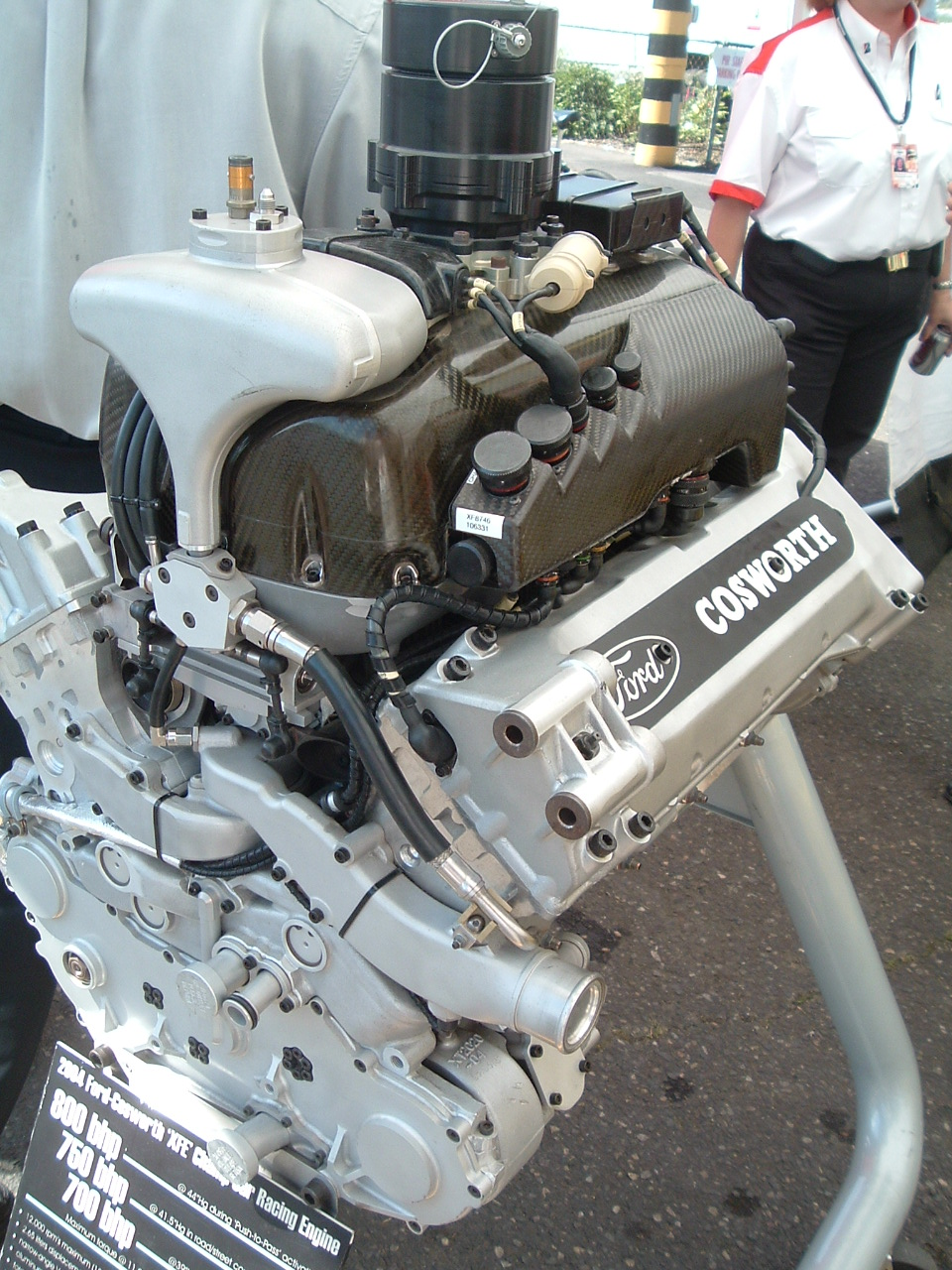
Motor V8 de la Champ Car (2004)

- Caixa de canvis: 7 velocitats amb transmissió semiautomàtica.
- Pes: Aproximadament 714,4 kg.
- Potència: 725-800 cavalls de vapor
- Combustible: Metanol
- Capacitat de combustible: 132 litres
- Pressió múltiple: 1.4 Bars sense "Power to pass", 1.5 Bars[1]
- Longitud: 4.8 m
- Amplada: 2 m
- de 0 a 60 mph: 2.6 seg (amb control de tracció), 3.1 seg (sense control de tracció)

## Debutants de l'any

### CART (1979-2003)
| Any  | Debutant           |
| ---- | ------------------ |
| 1979 | Bill Alsup         |
| 1980 | Dennis Firestone   |
| 1981 | Bob Lazier         |
| 1982 | Bobby Rahal        |
| 1983 | Teo Fabi           |
| 1984 | Roberto Guerrero   |
| 1985 | Arie Luyendyk      |
| 1986 | Dominic Dobson     |
| 1987 | Fabrizio Barbazza  |
| 1988 | John Jones         |
| 1989 | Bernard Jourdain   |
| 1990 | Eddie Cheever      |
| 1991 | Jeff Andretti      |
| 1992 | Stefan Johansson   |
| 1993 | Nigel Mansell      |
| 1994 | Jacques Villeneuve |
| 1995 | Gil de Ferran      |
| 1996 | Alex Zanardi       |
| 1997 | Patrick Carpentier |
| 1998 | Tony Kanaan        |
| 1999 | Juan Pablo Montoya |
| 2000 | Kenny Bräck        |
| 2001 | Scott Dixon        |
| 2002 | Mario Dominguez    |
| 2003 | Sébastien Bourdais |

### Champ Car (2004-2007)
| Any  | Debutant           |
| ---- | ------------------ |
| 2004 | A. J. Allmendinger |
| 2005 | Timo Glock         |
| 2006 | Will Power         |
| 2007 | Robert Doornbos    |

## Campions
| Any                            | Pilot                     | Equip                     | Xassis/Motor              |
| SCCA/CART Indy Car Series      | SCCA/CART Indy Car Series | SCCA/CART Indy Car Series | SCCA/CART Indy Car Series |
| ------------------------------ | ------------------------- | ------------------------- | ------------------------- |
| 1979                           | Rick Mears                | Penske Racing             | Penske/Cosworth- Ford     |
| CART PPG Indy Car World Series |                           |                           |                           |
| 1980                           | Johnny Rutherford         | Chaparral Racing          | Chaparral/Cosworth- Ford  |
| 1981                           | Rick Mears                | Penske Racing             | Penske/Cosworth- Ford     |
| 1982                           | Rick Mears                | Penske Racing             | Penske/Cosworth- Ford     |
| 1983                           | Al Unser                  | Penske Racing             | Penske/Cosworth- Ford     |
| 1984                           | Mario Andretti            | Newman/Haas Racing        | Lola/Cosworth- Ford       |
| 1985                           | Al Unser                  | Penske Racing             | March/Cosworth- Ford      |
| 1986                           | Bobby Rahal               | Truesports                | March/Cosworth- Ford      |
| 1987                           | Bobby Rahal               | Truesports                | Lola/Cosworth- Ford       |
| 1988                           | Danny Sullivan            | Penske Racing             | Penske/Chevrolet          |
| 1989                           | Emerson Fittipaldi        | Patrick Racing            | Penske/Chevrolet          |
| 1990                           | Al Unser Jr               | Galles-Kraco Racing       | Lola/Chevrolet            |
| 1991                           | Michael Andretti          | Newman/Haas Racing        | Lola/Chevrolet            |
| 1992                           | Bobby Rahal               | Rahal/Hogan Racing        | Lola/Chevrolet            |
| 1993                           | Nigel Mansell             | Newman/Haas Racing        | Lola/Cosworth- Ford       |
| 1994                           | Al Unser Jr               | Penske Racing             | Penske/Ilmor              |
| 1995                           | Jacques Villeneuve        | Player's/Forsythe Racing  | Reynard/Cosworth- Ford    |
| 1996                           | Jimmy Vasser              | Chip Ganassi Racing       | Reynard/Honda             |
| CART Championship Series       |                           |                           |                           |
| 1997                           | Alex Zanardi              | Chip Ganassi Racing       | Reynard/Honda             |
| 1998                           | Alex Zanardi              | Chip Ganassi Racing       | Reynard/Honda             |
| 1999                           | Juan Pablo Montoya        | Chip Ganassi Racing       | Reynard/Honda             |
| 2000                           | Gil de Ferran             | Penske Racing             | Reynard/Honda             |
| 2001                           | Gil de Ferran             | Penske Racing             | Reynard/Honda             |
| 2002                           | Cristiano da Matta        | Newman/Haas Racing        | Lola/Toyota               |
| 2003                           | Paul Tracy                | Player's/Forsythe Racing  | Lola/Cosworth- Ford       |
| Champ Car World Series         |                           |                           |                           |
| 2004                           | Sébastien Bourdais        | Newman/Haas Racing        | Lola/Cosworth- Ford       |
| 2005                           | Sébastien Bourdais        | Newman/Haas Racing        | Lola/Cosworth- Ford       |
| 2006                           | Sébastien Bourdais        | Newman/Haas Racing        | Lola/Cosworth- Ford       |
| 2007                           | Sébastien Bourdais        | Newman/Haas Racing        | Panoz/Cosworth            |